# Vozera Doŭhaje
Vozera Doŭhaje (vitryska: Возера Доўгае) är en sjö i Belarus.   Den ligger i voblasten Vitsebsks voblast, i den norra delen av landet, 180 km norr om huvudstaden Minsk. Vozera Doŭhaje ligger 134 meter över havet. Arean är 1,2 kvadratkilometer. Den sträcker sig 1,8 kilometer i nord-sydlig riktning, och 1,7 kilometer i öst-västlig riktning.
Omgivningarna runt Vozera Doŭhaje är en mosaik av jordbruksmark och naturlig växtlighet. Runt Vozera Doŭhaje är det glesbefolkat, med 16 invånare per kvadratkilometer.